# راندي تيت
راندي تيت (بالإنجليزية: Randy Tate) هو سياسي أمريكي، ولد في 23 نوفمبر 1965 في بويالوب في الولايات المتحدة. حزبياً، نشط في الحزب الجمهوري. في انتخابات مجلس النواب الأمريكي 1994 ‏، انتخب عضو مجلس النواب الأمريكي عن دائرة Washington's 9th congressional district ‏ وقد انضم خلال فترته النيابية ‏ (4 يناير 1995 – 3 يناير 1997)  للكتلة البرلمانية الحزب الجمهوري وانتخب عضو مجلس نواب واشنطن (1988 – 1994) وانتخب عضو مجلس النواب الأمريكي (3 يناير 1995 – 3 يناير 1997).